# Good Girls Revolt
Good Girls Revolt ist eine US-amerikanische historische Politserie, die auf dem Buch The Good Girls Revolt von Lynn Povich sowie der Klage weiblicher Angestellter von Newsweek gegen ihren Arbeitgeber basiert.

## Hintergrund
Good Girls Revolt ist die Fiktionalisierung einer wahren Begebenheit aus dem Jahr 1970. Damals reichten 46 Frauen eine Sammelklage gegen ihren Arbeitgeber Newsweek, einem der „big three“ der meinungsbildenden englischsprachigen Nachrichtenmagazine, wegen „systematischer Diskriminierung“ ein. Lynn Povich, die Autorin des der Serie zu Grunde liegenden Buchs, zählte zu diesen Frauen und stieg fünf Jahre später als erste Frau zur leitenden Redakteurin der Newsweek auf. Die anwaltliche Vertretung oblag Eleanor Holmes Norton (in der Serie gespielt von Joy Bryant), die seit 1991 Mitglied des Repräsentantenhauses der Vereinigten Staaten ist.
Eine tragende Rolle in der Serie kommt Nora Ephron (gespielt von Grace Gummer) zu, die in den 1960er Jahren wirklich zeitweise bei der Newsweek arbeitete, allerdings vor dem EEOC-Verfahren und an diesem auch nicht beteiligt war.

## Handlung
Die USA im Jahr 1969: In der Redaktion des Magazins News of the Week sind die Zuständigkeiten klar verteilt: Die Männer gesetzteren Alters haben die Einzelbüros und die Macht, die jüngeren Männer sind die Journalisten und Frauen kommen nur als Rechercheure vor, eine für jeden – natürlich männlichen – Redakteur. Diese Teams konkurrieren miteinander um Storys, die dann von den Oberen nach Gutdünken verteilt werden. Doch die weiblichen Angestellten, zu denen Patti und Jane gehören, wollen sich das nicht länger bieten lassen. Die Veränderungen, die in den USA um sich greifen, erfassen auch die Redaktion, so sehr sich die Männer dagegen wehren.

## Rezeption
Good Girls Revolt erhielt durchweg positive Rezeption von Kritikern, wobei es häufig mit Mad Men verglichen und als weibliche Variante dieser Serie bezeichnet wurde. Auf Rotten Tomatoes ergab sich mit einem Durchschnittswert von 71 %: „Good Girls Revolt kennzeichnet eine überzeugende wahre Geschichte, die von einem talentierten Cast dargestellt wird, auch wenn die Serie noch kein ‚Mad Men‘-Level erreicht“. Auf Metacritic ergab sich ein Metascore von 65 entsprechend „generally favorable reviews“.

„An die besondere Atmosphäre und detailverliebte Rhetorik ‚Mad Mens‘ reicht die Serie nicht heran. ‚Good Girls Revolt‘ ist bunter, schneller und rutscht teilweise in Klischees ab: Auf einer Silvesterparty geben sich die Gäste wilden Drogenexzessen und Gruppensex hin. Durchs Bild läuft Andy Warhol – na klar. Doch die Stärke von ‚Good Girls Revolt‘ liegt in den Nebengeschichten der Protagonistinnen. Ihre individuellen Erfahrungen mit Sexismus im Job, aber auch im Privatleben werden erzählt. … Diese kleinen Szenen zeichnen die Serie aus.“

„… eine sehenswerte Geschichtslektion aus dem nicht allzu fernen Jahr 1970. … von Folge zu Folge steigert sich die Komplexität, da wir immer mehr über die Figuren erfahren, sie zu Hause besuchen, Anteil an ihren Hoffnungen und Entwicklungen nehmen.“

„‚Good Girls Revolt‘ erzählt von der Zeit nach ‚Mad Men‘ – von Journalistinnen im New York Anfang der Siebziger.“

„Durch Good Girls Revolt wird einem bewusst, dass es immer viele gute Gründe gegeben hat, den Status quo für den besten aller möglichen Zustände zu halten. Damals wie heute, denn die Schwerkraft des Bestehenden ist ja leider kein historisches Phänomen. Und so wirkt die zentrale Frage, der sich die Frauen bei News of the Week stellen müssen, topaktuell: Birgt es mehr Risiken für ein glückliches Leben, alles so zu lassen, wie es ist, oder ist es gefährlicher, Veränderungen zu erzwingen?“

„Wie schon ‚Mad Men‘ glänzt auch ‚Good Girls Revolt‘ in Ausstattungen und Kostümen und fängt den Zeitgeist der ausgehenden 1960er-Jahre perfekt ein. … Die sorgfältige Figurenzeichnung von Schöpferin Dana Calvo verhindert, dass ‚Good Girls Revolt‘ um Intrigen oder Konkurrenz zwischen den auf den ersten Blick archetypischen Frauen kreist. … ‚Good Girls Revolt‘ gelingt anhand einer historischen Begebenheit eine Momentaufnahme der Frauenbewegung der ausgehenden 1960er-Jahre und zeigt den Feminismus als Gemeinschaftsprojekt, das nicht isoliert für sich kämpft, sondern Schnittpunkte mit anderen sozialen Bewegungen aufweist. Hochwertig produziert und mit einem sehr guten Cast, der in einer spannenden Narration agiert, ist es kaum überraschend, dass die erste Staffel von Kritik und Publikum gut aufgenommen wurde.“

„Eine charmante Feminismus-Story mit coolen Sounds und tollen Charakteren. … Serienschöpferin Dana Calvo erzählt diese Story … als kurzweiliges Redaktions-Drama, das den Zuschauer in das Lebensgefühl der Zeit eintauchen lässt: Hippiepartys, Damen im Audrey-Hepburn-Look, ratternde Telexmaschinen und kettenrauchende Journalisten – dazu gibt es eine Musikuntermalung, die einfach Lust auf eine Retroparty weckt. ‚Good Girls Revolt‘ serviert – durchaus auch mit Humor – Themen, die noch heute aktuell sind: neben dem nach wie vor existierenden Gehaltsunterschied zwischen Männern und Frauen wäre das z. B. die Frage, wie das Magazin … positioniert werden soll, um gegen Newcomer wie den ‚Rolling Stone‘ zu reüssieren.“

„‚Good Girls Revolt‘ ist total unanstrengender Geschichtsunterricht. Die Serie ist sehr unterhaltsam, weil gar nicht mal so komplex und mit einem Haufen Figuren bevölkert, mit denen man sich leicht identifizieren kann. Deren ‚Entwicklungen‘ sind zum Teil zwar ziemlich schablonenhaft und vorhersehbar, und sie neigen außerdem dazu, dem Zuschauer die Handlung zu erklären, damit auch noch der Letzte checkt: ‚HIER WERDEN FRAUEN DISKRIMINIERT‘. Dafür gibt es Punktabzug – aber Pluspunkte dann wieder dafür, dass die Serie es schafft, nicht ‚die Frau‘ als armes, unterdrücktes Wesen und ‚den Mann‘ als größten Feind der Gleichberechtigung zu porträtieren.“

## Besetzung
| Rolle                           | Schauspieler         | Synchronsprecher   | Hauptrolle (Staffel)  | Anmerkungen (mit Handlungshinweisen) |
| ------------------------------- | -------------------- | ------------------ | --------------------- | --- |
| Patti Robinson                  | Genevieve Angelson   | Maximiliane Häcke  | 1.01–1.10             | 24-jähriges Hippiemädchen, das sich abends bekifft die Nachrichten anschaut und auch tagsüber als Rechercheurin in der Nachrichtenredaktion der News of the Week kein Blatt vor den Mund nimmt                         |
| Jane Hollander                  | Anna Camp            | Mareile Moeller    | 1.01–1.10             | blonde konservative Rechercheurin in der Nachrichtenredaktion der News of the Week, die merkt, dass die Ehe vielleicht doch nicht ihr einziges Lebensziel sein sollte                                                  |
| Cindy Reston                    | Erin Darke           | Marie-Isabel Walke | 1.01–1.10             | bekam von ihrem Ehegatten ein Jahr als Rechercheurin in der Nachrichtenredaktion der News of the Week zugestanden, bevor er mit ihr eine Familie gründen will und stellte fest, dass dieser ihr Diaphragma perforierte |
| Douglas „Doug“ Rhodes           | Hunter Parrish       | Nicolás Artajo     | 1.01–1.10             | aus wohlhabender Familie stammender junger Journalist der News of the Week und Freund von Patti |
| Evan Phinnaeus „Finn“ Woodhouse | Chris Diamantopoulos | Jaron Löwenberg    | 1.01–1.10             | steht als Chefredakteur der News of the Week vor der Herausforderung, sein Magazin als innovativ und interessant zu präsentieren                                                                                       |
| Eleanor Holmes Norton           | Joy Bryant           | Anna Carlsson      | 1.01–1.10             | junge schwarze Anwältin, Professorin, Aktivistin und hochschwanger, die die Frauen ermutigt, keine „Good Girls“ mehr zu sein und die Zweiklassengesellschaft des Magazins vor Gericht zu bringen                       |
| William 'Wick’ McFadden         | James Belushi        | Joachim Tennstedt  | 1.01–1.04, 1.07, 1.10 | Boss der Nachrichtenredaktion der News of the Week |
| Nora Ephron                     | Grace Gummer         | Julia Kaufmann     | 1.01–1.05, 1.07       | die neueingestellte Rechercheurin entscheidet sich, die Redaktion wieder zu verlassen, weil sie keine Chance erhält, selber Artikel zu schreiben und löst damit eine Kettenreaktion bis hin zum EEOC-Verfahren aus     |

## Episoden
| Nr.  | Deutscher Titel     | Originaltitel  | Englischsprachige Erstausstrahlung | Deutschsprachige Erstausstrahlung | Regie                    | Drehbuch                     |
| ---- | ------------------- | -------------- | ---------------------------------- | --------------------------------- | ------------------------ | ---------------------------- |
| 1.01 | Pilot               | Pilot          | 5. November 2015                   | 2. Dezember 2016                  | Liza Johnson             | Dana Calvo                   |
| 1.02 | Selbsterfahrung     | The Folo       | 28. Oktober 2016                   | 2. Dezember 2016                  | Scott Winant             | Darlene Hunt                 |
| 1.03 | Zukunft             | The Futures    | 28. Oktober 2016                   | 2. Dezember 2016                  | Scott Winant             | Darlene Hunt & Dana Calvo    |
| 1.04 | Spesen              | Out of Pocket  | 28. Oktober 2016                   | 2. Dezember 2016                  | Dan Attias               | Dana Calvo & Daniel Shattuck |
| 1.05 | Neues Jahr          | The Year-Ender | 28. Oktober 2016                   | 2. Dezember 2016                  | Gloria Muzio             | Tracy McMillan & Dana Calvo  |
| 1.06 | Der Streik          | Strikethrough  | 28. Oktober 2016                   | 2. Dezember 2016                  | Minkie Spiro             | Richard E. Robbins           |
| 1.07 | Die zündende Idee   | Puff Piece     | 28. Oktober 2016                   | 2. Dezember 2016                  | Daisy von Scherler Mayer | Bronwyn Garrity              |
| 1.08 | Prüfstand           | Exposé         | 28. Oktober 2016                   | 2. Dezember 2016                  | Roxann Dawson            | Matt McGuinness              |
| 1.09 | Stichtag            | Dateline       | 28. Oktober 2016                   | 2. Dezember 2016                  | Jennifer Getzinger       | Darlene Hunt                 |
| 1.10 | Die Pressekonferenz | Newser         | 28. Oktober 2016                   | 2. Dezember 2016                  | Scott Winant             | Dana Calvo                   |